# Stadio Ion Oblemenco
Lo stadio Ion Oblemenco (in romeno Stadionul Ion Oblemenco) è uno stadio di calcio di Craiova, in Romania. Ospita le partite interne dell'U Craiova e, con una capienza di 30 983 posti, è il quarto stadio più capiente a livello nazionale. Inaugurato nel 2017, è intitolato a Ion Oblemenco, ex calciatore rumeno, per quattro volte capocannoniere della massima divisione rumena nonché bandiera dell'Universitatea Craiova.
Nel 2018 è stato inserito, da alcuni siti specializzati, tra gli stadi più belli e meglio riusciti al mondo.

## Storia

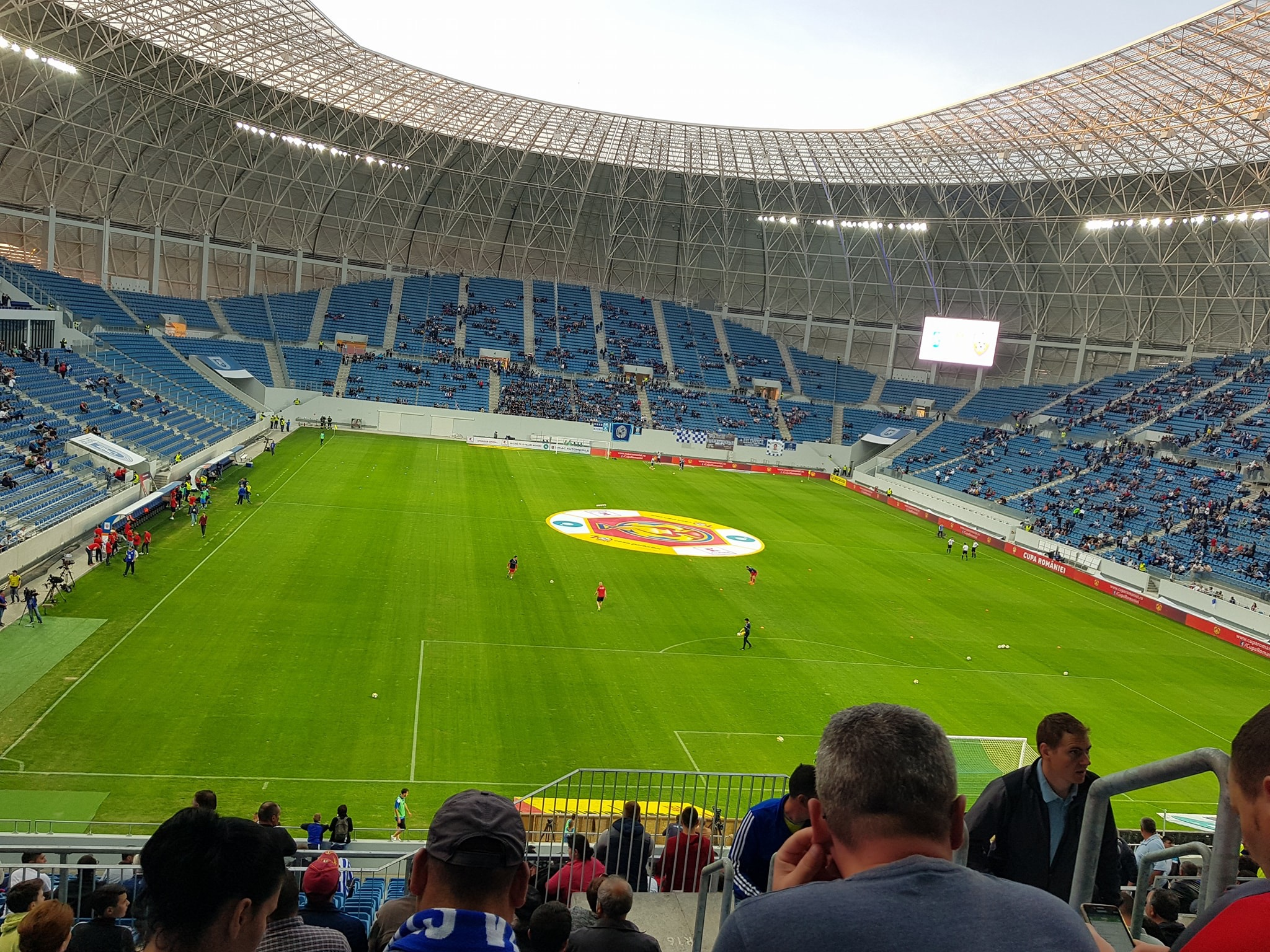
Veduta interna

La costruzione dello stadio cominciò il 7 settembre 2015, poco tempo dopo la demolizione del precedente impianto, che insisteva sul medesimo sito. Il 26 aprile 2017 la costruzione fu ultimata, con l'installazione dei seggiolini.
Il 10 novembre 2017 lo stadio fu inaugurato con un'amichevole tra il U Craiova e lo Slavia Praga di fronte a 30 000 persone. Il 18 novembre seguente avvenne l'inaugurazione in match ufficiali, con la partita di Liga I vinta dal CSU Craiova per 3-1 contro la Juventus Bucarest; nella circostanza Alexandru Mitriță segnò il primo gol ufficiale nel nuovo stadio.
Il 28 marzo 2018 lo stadio ospitò il primo incontro della nazionale rumena, vittoriosa contro la Svezia per 1-0 in amichevole di fronte a 20 000 spettatori.
Il primo match di coppa europea nello stadio si tenne invece il 16 agosto seguente, quando CSU Craiova e RB Lipsia pareggiarono per 1-1 di fronte a 12 050 spettatori in una gara valida per il terzo turno preliminare di Europa League.